# Balisong

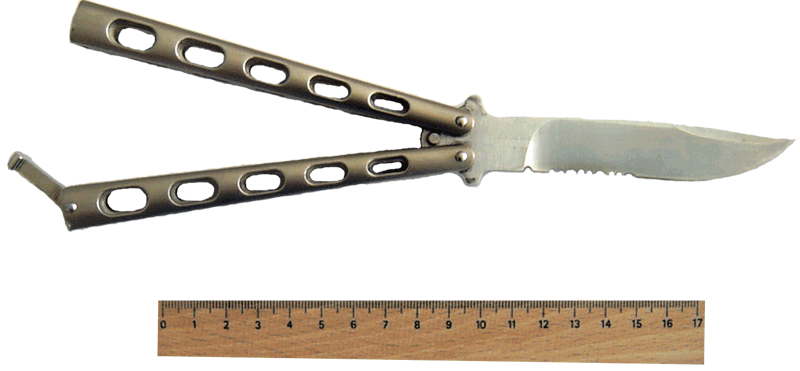
Canivete butterfly

Um balisong, também conhecido como canivete butterfly ou canivete Batangas, é um canivete dobrável com origem nas Filipinas. Suas características distintas são duas alças em rotação contrária ao redor da espiga, de modo que, quando fechada, a lâmina fica oculta nas ranhuras das alças. Um balisong normalmente tem a trava na alça voltada para a aresta de corte e é comumente chamada de alça de mordida.
O balisong era comumente usado pelos filipinos, especialmente os da região de Tagalog, como autodefesa e canivete de bolso. Um estereótipo comum é que um Batanguenho carrega um onde quer que ele ou ela vá. Balisongs ocos também foram usados como navalhas antes que as navalhas convencionais estivessem disponíveis nas Filipinas. Nas mãos de um usuário treinado, a lâmina da faca pode suportar rapidamente usando uma mão. Manipulações, chamadas de "inversão", são realizadas para arte ou diversão. Versões contundentes dessas facas, chamadas "treinadores", estão à venda para praticar truques sem o risco de ferimentos.
A faca agora é ilegal ou restrita em alguns países, muitas vezes sob as mesmas leis e pelas mesmas razões que as lâminas ou armas ocultas são restritas e, em seu país de origem, não são mais tão comuns nas áreas urbanas quanto eram.